# 미국 육군군수방위관리대학교
미국 육군군수방위관리대학교(United States Army Logistics Management College)는 1954년 미국 버지니아주 노퍽에 첫 설립되어 현재에 이르고 있는 미국 국립 육군 군사대학이다.

## 같이 보기
- 미국 육군지휘참모대학교
- 미국 육군참모대학교
- 미국 해군참모대학교
- 미국 해병참모대학교
- 미국 해군대학원
- 미국 공군참모대학교